# Cunningham-kæde
En Cunningham-kæde (opkaldt efter Allan Joseph Champneys Cunningham)  af første art er en sekvens af primtal af formen:
{\displaystyle a_{0}=p\quad A_{n+1}=2\!*\!a_{n}+1,}
Altså p, 2p + 1, 2 (2p + 1) +1, 2 (2 (2p + 1) +1) +1, ...
Alle primtal i en sådan sekvens, med undtagelse af det sidste primtal, er Sophie Germain primtal.
Den første Cunningham-kæde er sekvensen: 2, 5, 11, 23, 47. Det betyder, at {\displaystyle a_{0}=2} og kan eksplicit repræsenteret således: a  n  = 3 · 2  n  - 1 for n = 0, 1, 2, 3 4.

En  Cunningham-kæde af den anden art er en sekvens af primtal af formen:
{\displaystyle a_{0}=p\quad A_{n+1}=2\!*\!a_{n}-1}
To eksempler på Cunningham kæder af den anden type er resultatet af 2, 3, 5, og sekvensen 1531, 3061, 6121, 12241, 24481.
Den længste kendte Cunningham kæde af enhver type er af den første type har en længde på 19 primtal og starter med  79910197721667870187016101. Det blev fundet i marts 2014. 

## Reference
1. ↑  Chermoni/Wroblewski: Cunningham Chain records